# Hotel Theresa
L’Hotel Theresa était au milieu du XXe siècle l'un des centres les plus dynamiques du quartier de Harlem à New York. Il se trouve au carrefour de Adam Clayton Powell Jr. Boulevard (Septième Avenue) et de la 125e rue (Martin Luther King Jr. Boulevard). Il ouvrit en 1913 et fut jusqu'en 1973 le plus haut édifice du quartier. Construit en briques blanches, il était connu sous le nom de Waldorf Astoria de Harlem. Jusqu'en 1940, il n'acceptait que les clients blancs et les grandes personnalités noires américaines.

## Description
Louis Armstrong, Sugar Ray Robinson, Lena Horne, Joséphine Baker, Dorothy Dandridge, Duke Ellington, Mohamed Ali, Dinah Washington, Ray Charles, Little Richard et Jimi Hendrix sont tous passés par l'hôtel ou y ont même vécu. Fidel Castro y fit aussi un séjour à l'occasion d'une session des Nations unies en 1960 ; le dirigeant de l'URSS Nikita Khrouchtchev y vint lui rendre visite. Le propriétaire noir lui avait proposé de l'héberger gratuitement, avec toute la délégation cubaine. Après avoir quitté la Nation of Islam, Malcolm X réunit son Organization of Afro-American Unity à l'hôtel Theresa. Il y rencontra Cassius Clay à plusieurs reprises. En octobre 1960, John F. Kennedy y passa avec Eleanor Roosevelt et d'autres personnalités du parti démocrate. Avec la dégradation du quartier dans les années 1950 et 1960, l'hôtel déclina et dut fermer en 1967. Il fut converti en bureaux en 1971 et s'appelle désormais Theresa Towers. Il fut classé monument historique par la ville de New York en 1993.